# The Dirty Mac

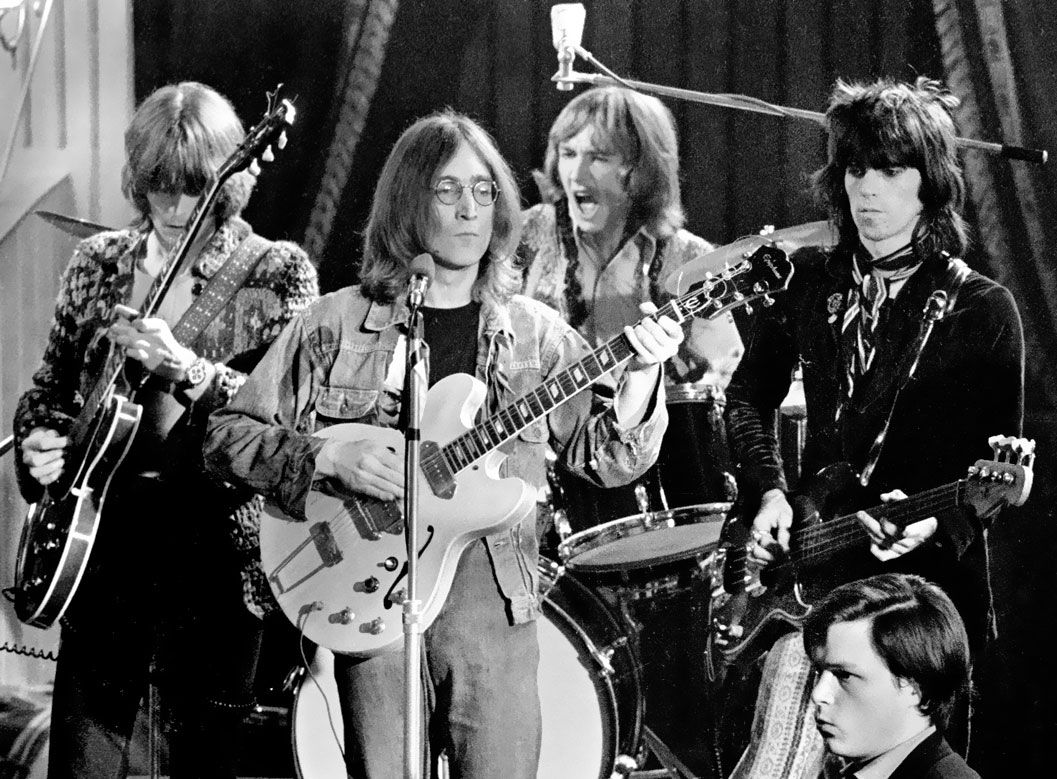
The Dirty Mac - britische Band (um 1968)

The Dirty Mac war eine Supergroup, die im Dezember 1968  für die Aufnahme des Fernseh-Specials „Rock and Roll Circus“ der Rolling-Stones zusammenkam. Die Gruppe spielte für die Aufnahme das Beatles-Stück Yer Blues ein, und mit Yoko Ono und dem Geiger Ivri Gitlis entstand in einer Jam-Session das Lied Her Blues, dessen Titel für das Album später zu Whole Lotta Yoko geändert wurde. 
Außer für die Aufnahmen, die am 10. und 11. Dezember 1968 stattfanden, spielte diese Formation nie wieder zusammen. Als Nebenprodukt wurden die Auftritte der Musiker auch für ein Soundtrackalbum aufgenommen, das allerdings erst 1996 erschien.

## Besetzung
- John Lennon: (als „Winston Leg-Thigh“) Gesang und Gitarre (von den Beatles)
- Eric Clapton: Gitarre (von Cream)
- Keith Richards: Bass (von den Rolling Stones)
- Mitch Mitchell: Schlagzeug (von The Jimi Hendrix Experience)